# Schultesianthus crosbyanus
Schultesianthus crosbyanus là loài thực vật có hoa trong họ Cà. Loài này được (D'Arcy) S. Knapp miêu tả khoa học đầu tiên năm 1995.